# Alone Again (George Jones)
Alone Again è un album in studio del cantante statunitense George Jones, pubblicato nel 1976.

## Tracce
1. A Drunk Can't Be a Man (George Jones, Earl Montgomery)
2. Ain't Nobody Gonna Miss Me (Jones, Montgomery)
3. Stand on My Own Two Knees (Jan Crutchfield, Roger Bowling)
4. You're the Best Living (Jody Emerson)
5. Over Something Good (Emerson)
6. Her Name Is (Bobby Braddock)
7. I'm All She's Got (Emerson)
8. She Needs Me (Montgomery, Emerson)
9. Right Now I'd Come Back and Melt in Her Arms (Emerson)
10. Diary of My Mind (Sadie M. Starks, John Starks)